# Kalandro
Kalandro (итал. Calandro) je opera bufa u tri čina koju je komponovao italijanski kompozitor Đovani Alberto Ristori. Libreto za operu napisao je Stefano Bendito Palavicino. Uvod u operu je zasnovan na komediji Il Calandro italijanskog kardinala i pisca komedije Bernanda Dovizija. Dovizijev komada sadrži elemente Plautove komedije Menehmi i lika Klandora iz Bokačovog Dekamerona. Opera Kalandro premijerno je odigrana 2. septebra 1726. godine u Drezdenu.

## Pozadina i istorija izvođenja
Kalandro je premijerno prikazan 2. septembra 1726. godine u dvorcu Pilnic nadomak Drazdena. Operu buffo naručila je Marija Jozefa od Austrije u čast povratka svoga supruga prestolonaslednika Avgusta III od Poljske sa njegovo putovanja u Varšavi. To je verovatno bila prva opera bufo odigrana u Nemačkoj i nakon što ju je čuo na krnevalskoj sezoni 1728. godine u Drezdenu, otac Frederika Augusta, Avgust II Jaki, zatražio je kopiju partitura. Tri godine kasnije, postala je prva italijanska opera predstavljena u Rusiji. Prikazana je u okviru ceremonije krunisanja imperatorke Ane. Pozorišnu trupu činili su trinaest glumaca i devet pevača uključujući i Ludovika Sejfejda, Margarite Ermini i Rosalija Fantasisa.
Ristorijev Kalandro doživeo je sudbinu većine Ristorijevih dela i na kraju je pao u zaborav. Tek 2004. godine operu bufo oživeo je Batdorfed Hofkapele. Opera je u celini prikazana u junu 2011. godine u okviru muzičkog festivala Potsdam Sanssouci.

## Sinopsis
Kalandro, razočaran čovečanstvom, odlučuje da se okrene prirodi. Provodi dane u šimi u društvu ukroćenih medveda. U šumi upoznaje pastira Alkesteja koji ga angažuje kao učitelja za svog sina Nearka. Nearko ne želi da ga niko podučava uspeva da izbegne svog učitelja ali stvara probleme svome prijatelju Likisko koji je zaljubljen u Kliziju.

## Snimci
Godine 2004. izdat je audio zapis opere pod nazivom „Giovanni Alberto Ristori: Calandro, commedia per musica”. Orkestrom su dirigovali Tobi Skande i Stefan Rat. Audio CD je izdat od strane Kamertona (KammerTon).
- - Egbert Junghanns (Kalandro) — bariton
  - Jan Kobov (Alkeste) — tenor
  - Martin Volfel (Nearko) — kontratenor
  - Maria Jonas (Agide) — mecosopran
  - Brita Shvarz (Klizija) — kontralto

## Opere sa istom tematikom
- Antonio Sachini, L'avaro deluso, o Don Calandrino, premijera 24. novembra 1778, London
- Johan Đorđ Shurer, Calandro, premijera 20. januar 1748, Drezden
- Đuzepe Gazaniga, Il Calandrino (Il Calandrano), premijera 1771, Venecija

## Literatura
- Buelow, George J. (2004). A History of Baroque Music. Indiana University Press.  0-253-34365-8
- Casaglia, Gherardo (2005). „2 Settembre 1726”. Almanacco Amadeus
- Mengelberg, Rudolf (1916). Giovanni Alberto Ristori. Universitat Leipzig
- Potsdam Sanssouci Music Festival (2011). Programme Архивирано на веб-сајту  (19. март 2012)
- Sadie, Julie Anne (1998). „Ristori, Giovanni Alberto”. Companion to Baroque Music. University of California Press, pp. 200—201.  0-520-21414-5
- Zórawska-Witkowska, Alina (2007). „Giovanni Alberto Ristori and his Serenate at the Polish Court of Augustus III, 1735—1746” in Music as Social and Cultural Practice: Essays in honour of Reinhard Strohm (Melania Bucciarelli and Berta Joncus eds). Boydell & Brewer, pp. 139—158.  1-84383-317-4